# Izjaslav
Izjaslav (ukrainsk: Ізя́слав, ukrainsk udtale: [iˈzʲɑslɐu̯]) eller Zaslav (ukrainsk: Заслав, ukrainsk udtale: [ˈzɑslɐu̯]; polsk: Zasław) er en af de ældste byer i Volhynien der går tilbage til det 11. århundrede. Den ligger ved Horyn-floden (ukrainsk: Горинь) i det vestlige Ukraine, og hører til Sjepetivskyj rajon i Khmelnytskyj oblast. Den er vært for administrationen af Izjaslav hromada, en af hromadaerne i Ukraine.
Byen har en befolkning på omkring 16.162 (2021).

## Galleri
- Udsigt over byen
- Starozaslavsky Slot
- Ruiner efter Sanguszko Paladset
- Sankt Michael-kirken og Bernardinerklosteret
- Sankt Joseph-kirken og Lazaristklosteret
- Fødselskirken
- Floden Horyn i byen
- Sankt Johannes-katedralen